# Rio Estrúmica
O rio Estrúmica (macedônico e em búlgaro: Струмица; romaniz.: Strumiča, Strumitsa ou Strumitza; também em búlgaro:  Струмешница - Strumeshnitsa ou Strumeshnica) é um rio da Macedônia do Norte e da Bulgária. Atravessa a cidade de Estrúmica e corre para o rio Struma.
Sua nascente está localizada no monte Plačkovica, no município de Radoviš, na Macedônia. Daí ele corre para o sul através de um profundo vale conhecido como Stara Reka. Em seguida, ele entra no vale de Radoviš e atravessa a cidade epônima de Radoviš. Dali, o Estrúmica segue para sudeste através do vale do Estrúmica (municípios de Vasilevo, Strumica e Novo Selo), passando através da cidade de Estrúmica e fazendo uma curva para o leste para entrar na Bulgária ao sul de Zlatarevo. Um largo vale sinuoso se segue até a foz no Struma, de quem é um afluente, a nordeste de Mitino, não muito longe de Rupite.
Dos 114 km de comprimento do rio, 81 estão na Macedônia do Norte e 33 na Bulgária. É o maior afluente do rio Struma.